# Iglesia de Santa Eugenia (Saga)

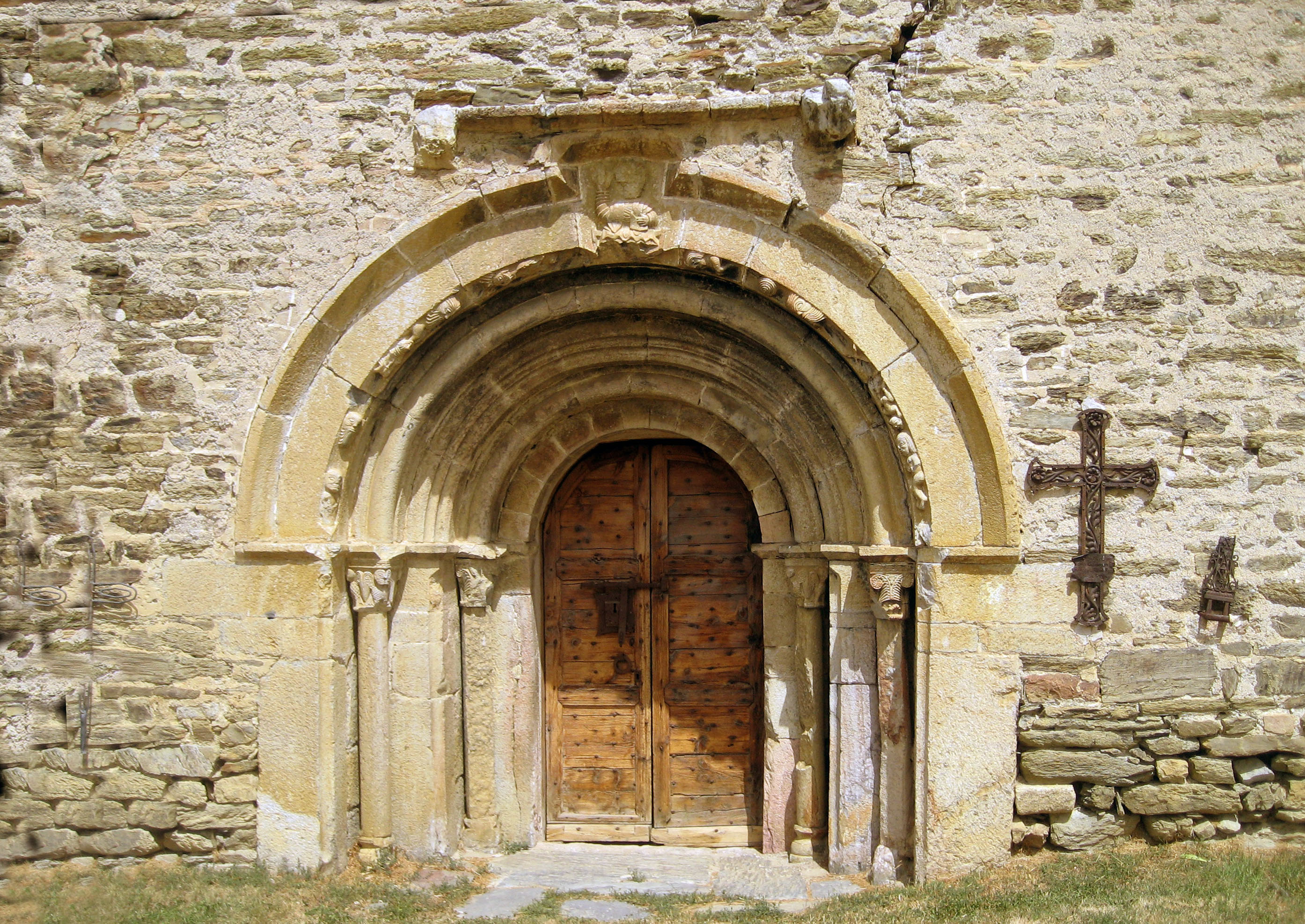
Portada de la iglesia con cinco arquivoltas.

La iglesia de Santa Eugenia, se encuentra situada entre Bolvir y Ger, en la entidad de población de Saga, en la comarca catalana de la Baja Cerdaña.

## Historia
Mencionada por primera vez en un precepto del rey Lotario en el año 958, como perteneciente al monasterio de San Miguel de Cuixá y en la bula de Sergio IV en el año 1012 se confirma esta posesión. Siendo vendida en el año 1372 por el caballero de Saga, Berenguer de Orús al monasterio de San Martín del Canigó.

## Edificio
La nave es de planta rectangular reforzados sus muros con una hilera de arcos adosados en ambos lados, con ábside semicircular y bóveda apuntada. Durante unas reformas realizadas a finales del siglo XX, se derribó una sacristía de planta cuadrada, añadida en el muro de la parte sur cercana al ábside.

## Exterior

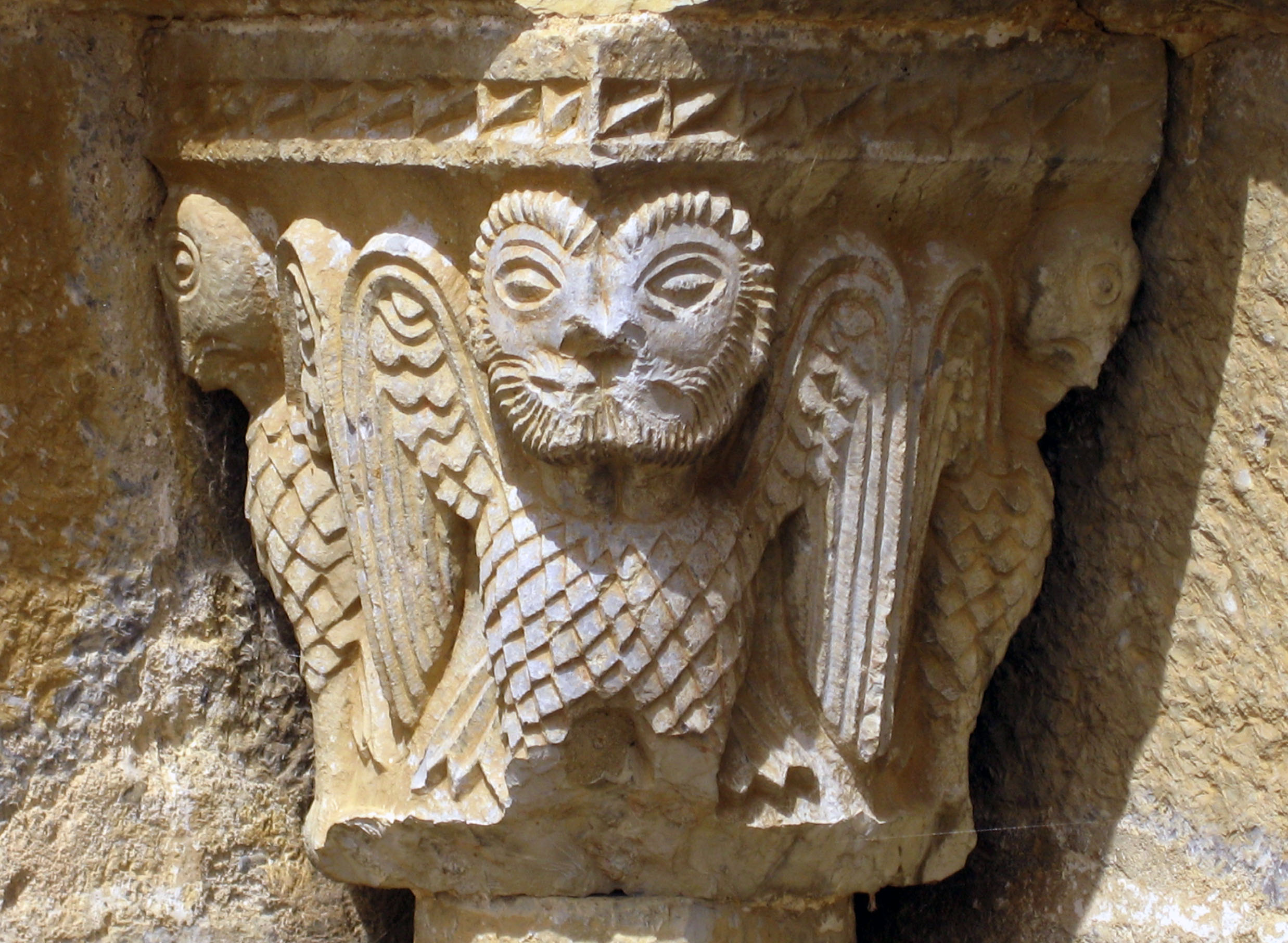
Decoración de uno de los capiteles de la portada.

La puerta de la fachada principal fue construida a finales del siglo XII, está compuesta como las de las iglesias de Llo, Bolvir y Olopte, por cinco arquivoltas, tres de soporte rectangular y dos de columna, los arcos con molduras y la más exterior es la que tiene la decoración con más abundancia escultórica, muestra en sus arranques la representación de las figuras de Adán y Eva, a partir de ellos se observan diversas figuras de personajes y formas geométricas que completan el arco. Los capiteles son temas vegetales y de animales. Hay un pequeño tímpano con un Pantocrátor esculpido.
El campanario de espadaña está construido con piedras y ladrillos, además en este frontispicio se encuentra abierta una ventana de época más moderna.
En el Museo de Artes Decorativas de París se conserva de esta iglesia, un frontal de altar del siglo XIII, atribuido al maestro de Soriguerola, relatando la vida de Santa Eugenia. Es una pintura al temple sobre fondo de plata decorada con incisiones foliadas, de un metro de altrua per un metro y medio de ancho.